# Ефект знайомого маршруту
Ефект знайомого маршруту — когнітивне упередження, за якого подорожуючі оцінюють час, який вони витратили на подорож, залежно від того, наскільки знайомий їм маршрут. Людина має схильність оцінювати незнайомий маршрут як довший, ніж знайомий. Цей ефект призводить до помилок при виборі найбільш ефективного маршруту до незнайомої цілі, коли один шлях охоплює принаймні частину знайомого маршруту, а другий — зовсім не містить знайомих відрізків шляху. Ефект найбільш виражений у водіїв та меншою мірою присутній у пішоходів та пасажирів. Аналогічно до ефекту Струпа, існує гіпотеза, що водії використовують менше свідомих (когнітивних) зусиль при пересуванні знайомим маршрутом, а отже недооцінюють час, який витрачають на нього.
Цей ефект спостерігався сторіччями, але вперше був науково досліджений у 1980-90-х роках після більш ранньої роботи щодо оман сприйняття, здійсненої Деніелом Канеманом та Амосом Тверським.
Також існує гіпотеза, що ефект знайомого маршруту лежить в основі того факту, що самостійно оцінені ефекти кривої досвіду людиною переоцінюються (див. Ефекти кривої досвіду).